# Love is in the Bin
Love is in the Bin is een kunstwerk gemaakt door Banksy in 2018. Het werk is een zogenoemd 'art intervention', dat bestaat uit een eerder gemaakt werk van een kunstenaar.
Het werd onverwachts gecreëerd doordat Banksy het originele werk 'Girl with Balloon' uit 2006, direct na de veiling hiervan bij Sotheby's voor een recordbedrag van £1.042.000, op afstand automatisch liet vernietigen. Hiervoor gebruikte hij een papierversnipperaar die in het frame verborgen was. Volgens het veilinghuis Sotheby's is 'Love is in the Bin' 's werelds eerste kunstwerk dat tijdens een veiling gecreëerd werd.

## Originele werk
Het originele kunstwerk is een op papier geschilderde versie van de muurschildering 'Girl with Balloon' uit 2002. Banksy gaf het aan een vriend kort na de "Barely Legal" tentoonstelling uit 2006. Banksy heeft gezegd dat hij de versnipperaar al in 2006 had aangebracht voor het geval dat het werk ooit geveild zou worden.

## Veiling
Sotheby's London verkocht het werk op 5 oktober 2018 voor een bedrag van £1.042.000 (€1.184.360). Binnen enkele seconden na het sluiten van de veiling begon het kunstwerk te bewegen. Het werk verdween onder in de lijst waarna de verscheurde repen van hetzelfde werk met het geluid van een sirene onderuit de lijst verschenen. De papierversnipperaar stopte toen het werk ongeveer halverwege was. Banksy heeft later gezegd dat dit niet de bedoeling was maar dat het werk in zijn geheel versnipperd had moeten worden.
Sotheby's zegt niks te hebben geweten over het versnipper-mechanisme. Hoewel de versnipperaar na de gebeurtenis gedeactiveerd is, blijft het mechanisme aanwezig in het frame. Na de versnippering werd met de koper onderhandeld of de koop nog door zou gaan. Op 11 oktober 2018 werd bevestigd dat de koop doorging voor het volle bedrag.
Het werk werd hernoemd van 'Girl with Balloon' naar 'Love is in the Bin'. Er werd gespeculeerd dat de marktwaarde van 'Love is in de Bin' na de gebeurtenis in waarde zou stijgen.
Na afloop werd er een video op Instagram gezet dat de installatie van het versnipper-mechanisme liet zien. De video werd echter al snel na het uploaden verwijderd. Banksy liet hierna weten in een nieuwe video dat het de bedoeling was het gehele werk te vernietigen, door een papier met daarop de woorden "In rehearsals it worked every time" te versnipperen.
Het nieuwe werk 'Love is in the Bin' werd op 14 oktober 2021 opnieuw door Sotheby's verkocht, waarbij het een geschatte waarde had van €4-6 miljoen.